# نیکولا کوسنتینی
نیکولا کوسنتینی (انگلیسی: Nicola Cosentini؛ زادهٔ ۱۴ ژوئن ۱۹۸۸) بازیکن فوتبال اهل ایتالیا است.
از باشگاه‌هایی که در آن بازی کرده‌است می‌توان به باشگاه فوتبال پارما، باشگاه فوتبال یوونتوس، باشگاه فوتبال موستا، و باشگاه فوتبال ارورا پرو پاتریا ۱۹۱۹ اشاره کرد.
وی همچنین در تیم‌های ملی فوتبال زیر ۱۶ سال ایتالیا و زیر ۱۷ سال ایتالیا بازی کرده‌است.